# Seznam francoskih fizikov
Seznam francoskih fizikov.

## A
- Anatole Abragam (1914 – 2011)
- Pierre Agostini (1941 –)  2023
- Jean le Rond d'Alembert (1717 – 1783)
- Émile Hilaire Amagat (1841 – 1915)
- Guillaume Amontons (1663 – 1705)
- André-Marie Ampère (1775 – 1836)
- François Jean Dominique Arago (1786 – 1853)
- Alain Aspect (1947 –)   2022
- Pierre Victor Auger (1899 – 1993)
- Adrien Auzout (1622 – 1691)

## B
- Jacques Babinet (1794 – 1872)
- Antoine César Becquerel (1788 – 1878)
- Antoine Henri Becquerel (1852 – 1908)
- Vincent Berger (1967 –)
- Henri Bénard (1874 – 1939)
- Jean-Pierre Bibring (1948 –)
- Jacques Philippe Marie Binet (1786 – 1856)
- Jean-Baptiste Biot (1774 – 1862)
- René-Prosper Blondlot (1849 – 1930)
- Jean-Charles de Borda (1733 – 1799)
- Christian Bordé (1943 –)
- Joseph Valentin Boussinesq (1842 – 1929)
- Édouard Branly (1844 – 1940)
- Savo Bratos (1926 – 2024) (slovensko-francoski)
- Auguste Bravais (1811 – 1863)
- Léon Nicolas Brillouin (1889 – 1969)
- Marcel Louis Brillouin (1854 – 1948)
- Louis-Victor Pierre Raymond de Broglie (1892 – 1987)

## C
- Lazare Nicolas Marguerite Carnot (1753 – 1823)
- Nicolas Léonard Sadi Carnot (1796 – 1832)
- Augustin Louis Cauchy (1789 – 1857)
- Georges Charpak (1924 – 2010)  1992
- Émilie du Châtelet (1706 – 1749)
- Henri-Jacques Chrétien (1879 – 1956)
- Benoit Paul Émile Clapeyron (1799 – 1864)
- Claude Cohen-Tannoudji (1933 –)  1997
- Gaspard-Gustave Coriolis (1792 – 1843)
- Marie Alfred Cornu (1841 – 1902)
- Aimé Auguste Cotton (1869 – 1951)
- Eugénie Cotton (1881 – 1967)
- Charles-Augustin de Coulomb (1736 – 1806)
- Athena Coustenis (1961 –) (grško-francoska)
- Eugène Cremmer (1942 – 2019)
- Pierre Curie (1859 – 1906)  1903
- Marie Skłodowska-Curie (1867 – 1934)   1903

## D
- Raymond Daudel (1920 – 2006)
- Bernard Derrida (1952 –)
- René Descartes (1596 – 1650)
- Jean Marie Constant Duhamel (1797 – 1872)
- Pierre Duhem (1861 – 1916)
- Charles-François de Dulay
- Pierre Louis Dulong (1785 – 1838)

## E
- Thérèse Encrenaz

## F
- Claude Fabre
- Charles Fabry (1867 – 1945)
- Pierre de Fermat (1601 – 1665)
- Albert Fert (1938 –)   2007
- Armand-Hippolyte-Louis Fizeau (1819 – 1896)
- Jean Bernard Léon Foucault (1819 – 1868)
- Joseph Fourier (1768 – 1830)
- Augustin-Jean Fresnel (1788 – 1827)

## G
- Pierre Gassendi (1592 – 1655)
- Joseph Louis Gay-Lussac (1778 – 1850)
- Pierre-Gilles de Gennes (1932 – 2007)  1991
- Sophie Germain (1776 – 1831)

## H
- Serge Haroche (1944 –)  2012 (z Davidom J. Winelandom)
- Jean Henri Hassenfratz (1755 – 1827)
- Gustave-Adolphe Hirn (1815 – 1890)
- Pierre Henri Hugoniot (1851 – 1887)
- Anne L'Huillier (1958 –)

## I
- Christian Imbert (1937 – 1998)

## J
- Jules Jamin (1818 – 1886)
- Irène Joliot-Curie (1897 – 1956)
- Frédéric Joliot-Curie (1900 – 1958)
- Bernard Julia (1952 –)

## K
- Alfred Kastler (1902 – 1984)  1966
- Antoine Kouchner

## L
- Joseph-Louis de Lagrange (1736 – 1813)
- Philippe de La Hire (1640 – 1718)
- Paul Langevin (1872 – 1946)
- Michel Langevin (1926 - 1985)
- Hélène Langevin-Joliot (1927 –)
- Pierre-Simon Laplace (1749 – 1827)
- Henri-Louis Le Chatelier (1850 – 1916)
- Nicolas-Philippe Ledru (1731 – 1807)
- Pierre Lévêque (1746 – 1814)
- Antoine Lévi-Leblond
- Maurice Lévy (1838 – 1910)
- Jean-Marc Lévy-Leblond (1940 –)
- Louis-Sébastien Lenormand (1757 – 1837)
- Anne L‘Huillier (1958 –)  2023
- André Lichnerowicz (1915 – 1998)
- Alfred-Marie Liénard (1869 – 1958)
- Gabriel Lippmann (1845 – 1921)  1908
- Jules Antoine Lissajous (1822 – 1880)

## M
- Étienne Louis Malus (1775 – 1812)
- Jean-Paul Marat (1743 – 1793)
- Edme Mariotte (~1620 – 1684)
- André Martin (1929 – 2020) (Švica-Francija)
- Marin Mersenne (1588 – 1648)
- Arthur Morin (1795 – 1880)
- Gérard Mourou (1944 –)

## N
- Claude-Louis Navier
- Louis Eugène Félix Néel (1904 – 2000)  1970
- André Neveu (1946 –)
- Kendal Nezan (kurdsko-fr.)
- Nicéphore Niépce?
- Philippe Nozières (1932 – 2022)

## O
- Nicole Oresme (1323 – 1382)

## P
- Denis Papin (1647 – 1712)
- Blaise Pascal (1623 – 1662)
- Jean Charles Athanase Peltier (1785 – 1845)
- Alfred Perot (1863 – 1925)
- Jean Baptiste Perrin (1870 – 1942)  1926
- Alexis Thérèse Petit (1791 – 1820)
- Gaston Planté (1834 – 1889)
- Henri Poincaré (1854 – 1912)
- Louis Poinsot (1777 – 1859)
- Jean Louis Marie Poiseuille (1799 – 1869)
- Siméon-Denis Poisson (1781 – 1840)
- Claude Servais Mathias Pouillet (1791 – 1868)

## R
- François-Marie Raoult (1830 – 1901)
- Paul Henri Rebut (1935 –)
- Henri Victor Regnault (1810 – 1878)
- Francis Rocard (1957 –)
- Yves Rocard (1903 – 1992)
- David Ruelle (1935 –)

## S
- Charles Sadron (1902 – 1993)
- Georges Sagnac (1869 – 1926)
- Pierre Bertholon de Saint-Lazare (1741 – 1800)
- Felix Savart (1791 – 1841)
- Joël Scherk (1946 – 1980)
- Marie Skłodowska-Curie (1867 – 1934)   1903 (s Pierrom Curiejem)

## VA
- Philippe Vayringe (1684 – 1745)
- Marcel Émile Verdet (1824 – 1866)
- Loup Verlet (1931 – 2019)
- Jean-Pierre Vigier (1920 – 2004)
- Jacques Villain (1934 –)
- Paul Ulrich Villard (1860 – 1934)
- Jean Villey (1885 – 1948)
- Jules Violle (1841 – 1923)
- Fred Vlès (1885 – 1944)
- Pierre-Denis Vregeon (1723 – 1794)

## W
- Pierre-Ernest Weiss (1865 – 1940)

## Z
- Hervé Zwirn (1954 –)